# Fleetwood Mac (álbum de 1975)
Fleetwood Mac é o décimo álbum da banda anglo-americana Fleetwood Mac e o segundo auto-intitulado, lançado em 1975. É o primeiro álbum da banda após a inclusão de Lindsey Buckingham como guitarrista e Stevie Nicks como vocalista e o primeiro após a saída de Bob Welch.
O álbum vendeu cerca de 5 milhões de cópias e emplacou vários singles nas paradas de sucesso, fazendo com que a nova formação, unida até meados de 1987, fosse a mais importante comercialmente de toda a carreira da banda e lançasse, posteriormente, álbuns de sucesso ainda maior, como o sucessor Rumours (1977).

## Faixas
1. "Monday Morning" (Buckingham) - 2:48
2. "Warm Ways" (McVie) - 3:50
3. "Blue Letter" (Curtis) - 2:31
4. "Rhiannon" (Nicks) - 4:12
5. "Over My Head" (McVie) - 3:34
6. "Crystal" (Nicks) - 5:12
7. "Say You Love Me" (McVie) - 4:11
8. "Landslide" (Nicks) - 3:05
9. "World Turning" (Buckingham, McVie) - 4:25
10. "Sugar Daddy" (McVie) - 4:09
11. "I'm So Afraid" (Buckingham) - 4:15